# 西村章
西村 章（にしむら あきら、1964年3月30日 - ）は、日本のモータースポーツジャーナリスト、フリーライター、翻訳者、ノンフィクション作家。

## 経歴
雑誌編集者を経て、1995年からフリーライター。『Bart』『日本版WIRED』『月刊PLAYBOY』等にインターネット黎明期の社会事象や事件（猥褻図画頒布・販売に関する有体物論争、音楽著作権等の知的財産権を巡る諸問題等）を取材し、関連記事や裁判傍聴記、人物インタビュー等を寄稿。平行して、1990年代後半から全日本ロードレース選手権や鈴鹿8時間耐久レース、ロードレース世界選手権日本GPの取材を開始。2002年よりロードレース世界選手権（MotoGP）を全戦転戦取材。『Sportiva』『週刊プレイボーイ』『週刊ヤングジャンプ』『ミスターバイク』、共同通信社等にレース関連記事を提供。
2010年にMotoGPのGP250㏄最終年のクラス王座に輝いた日本人選手、青山博一の戦いを中心に、リーマン・ショックに端を発した世界同時不況に翻弄される日本人ライダー達を追った『最後の王者』が、第17回小学館ノンフィクション大賞優秀賞、第22回ミズノスポーツライター賞優秀賞を受賞。

## 著書
- 最後の王者：MotoGPライダー・青山博一の軌跡（小学館2011年3月16日初版発売）
- レーサーズノンフィクション　再起せよ　スズキMotoGPの千七五二日（三栄書房2020年2月22日初版発売）
- MotoGP　最速ライダーの肖像　（集英社2021年4月16日初版発売）
- MotoGPでメシを喰う　(三栄書房2023年3月24日初版発売)
- スポーツウォッシング　なぜ＜勇気と感動＞は利用されるのか（集英社2023年11月17日初版発売）

## 訳書
- バレンティーノ・ロッシ自叙伝（ウィック・ビジュアル・ビューロウ）
- MotoGPパフォーマンスライディングテクニック（ウィック・ビジュアル・ビューロウ）
- バレンティーノ・ロッシ 使命 IL CAPOLAVORO ～最速最強のストーリー～（ウィック・ビジュアル・ビューロウ）
- マルク・マルケス物語 - 夢の彼方へ -【電子コミック】（ウィック・ビジュアル・ビューロウ）

## 出演
- デモクラシータイムス（YouTube、2024年4月7日）